# Vivienne Tam
Vivienne Tam (Cantão, 28 de novembro de 1957) é uma estilista nascida em Hong Kong e radicada em Nova Iorque. Suas criações têm influência oriental, tendo a mesma escrito o livro China Chic, sobre o estilo e o design chineses.

## Criação para a HP
Em 2008 a Hewlett-Packard anunciou o lançamento do netbook HP Mini 1000 Vivienne Tam Edition, com a parte externa desenhada pela artista.